# Muse (альбом Грейс Джонс)
Muse (с англ. — «Муза») — третий студийный альбом американской певицы Грейс Джонс, выпущенный в 1979 году на лейбле Island Records. Пластинка является заключительной частью диско-трилогии.
Уже по традиции на первой стороне альбома представлено попурри из четырёх песен, рассказывающих историю прегрешений некой персоны. Для альбома певица перезаписала песню «I’ll Find My Way to You», которую она выпустила в 1976 году и которая прозвучала в её исполнении в итальянском фильме «Оружие 38 калибра».
Альбом прошёл практически незамеченным, поскольку в 1979 году набирала обороты кампания против диско-культуры, весь промоушн альбома и единственного выпущенного с него сингла «On Your Knees» был свёрнут.
Оформлением обложки занимался Ричард Бернштейн.

## Список композиций
| №  | Название                  | Автор(ы)                                     | Длительность |
| -- | ------------------------- | -------------------------------------------- | ------------ |
| 1. | «Sinning»                 | Грейс Джонс, Пьер Пападимандис               | 5:06         |
| 2. | «Suffer»                  | Том Молтон, Тор Балдерссон                   | 4:17         |
| 3. | «Repentance (Forgive Me)» | Грейс Джонс, Пьер Пападимандис               | 3:50         |
| 4. | «Saved»                   | Вивьен Робинсон, Джек Робинсон, Дэвид Кристи | 7:13         |

| №  | Название                     | Автор(ы)                       | Длительность |
| -- | ---------------------------- | ------------------------------ | ------------ |
| 5. | «Atlantic City Gambler»      | Дюк Уилльямс, Том Молтон       | 5:46         |
| 6. | «I’ll Find My Way to You»    | Стельвио Чиприани, Хэл Шап     | 5:14         |
| 7. | «Don't Mess with the Messer» | Грейс Джонс, Пьер Пападимандис | 4:50         |
| 8. | «On Your Knees»              | Д. С. Лару, Джерри Корбетта    | 6:30         |

## Участники записи
- Грейс Джонс — ведущий вокал

| Музыканты: - Крейг Снайдер — гитара - Джимми Уильямс — бас-гитара - Дон Ренальдо — струнные, духовые - Джим Уокер — перкуссия - Ларри Вашингтон — перкуссия - Кит Бенсон — ударные - Sweethearts of Sigma: - Барбара Ингрэм — бэк-вокал - Карла Бенсон — бэк-вокал - Карла Бенсон — бэк-вокал - Карл Хелм — бэк-вокал - Фил Хёрт — бэк-вокал | Музыканты: - Тор Балдурссон — гостевой вокал, клавишные, аранжировки - Рон Тайсон — бэк-вокал - Эветт Бентон — бэк-вокал Технический персонал: - Том Молтон — музыкальный продюсер - Карл Дэвис — аранжировки - Артур Стоппе — инженер по записи и микшированию - Хосе Родригес — мастеринг-инженер - Ричард Бернштейн — разработка концепции дизайна, графического и художественного оформления альбома - Нил Терк — арт-директор - Ева Боман — фотографии - Фрэнсис Джаг — художественное оформление |

## Позиции в хит-парадах
| Чарт (1979)                | Пиковая позиция |
| -------------------------- | --------------- |
| США (Billboard 200)        | 156             |
| Швеция (Sverigetopplistan) | 38              |